# Nawada
Nawada é uma cidade e um município no distrito de Nawada, no estado indiano de Bihar.

## Geografia
Nawada está localizada a 24° 53′ N, 85° 32′ L. Tem uma altitude média de 80 metros (262 pés).

## Demografia
Segundo o censo de 2001, Nawada tinha uma população de 82.291 habitantes. Os indivíduos do sexo masculino constituem 53% da população e os do sexo feminino 47%. Nawada tem uma taxa de literacia de 65%, superior à média nacional de 59,5%: a literacia no sexo masculino é de 71% e no sexo feminino é de 59%. Em Nawada, 16% da população está abaixo dos 6 anos de idade.